# اشغال بسارابیا و بوکوفینای شمالی توسط شوروی
اشغال بِسارابیا و بوکوفینای شمالی توسط شوروی (انگلیسی: Soviet occupation of Bessarabia and Northern Bukovina) از ۲۸ ژوئن تا ۴ ژوئیه ۱۹۴۰، در نتیجه اولتیماتوم اتحاد جماهیر شوروی به رومانی در ۲۶ ژوئن ۱۹۴۰، که تهدید به استفاده از زور بود، رخ داد.